# Wipmolen

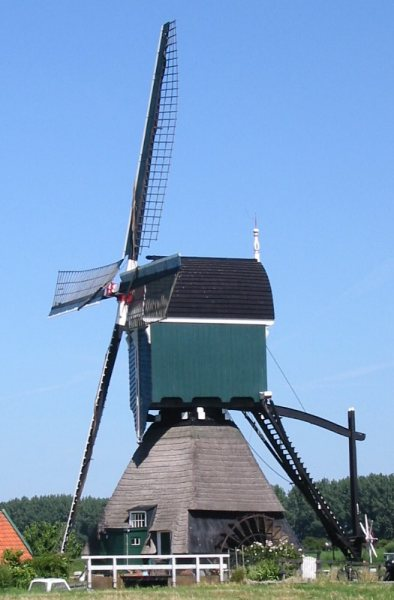
Wipmolen met open scheprad

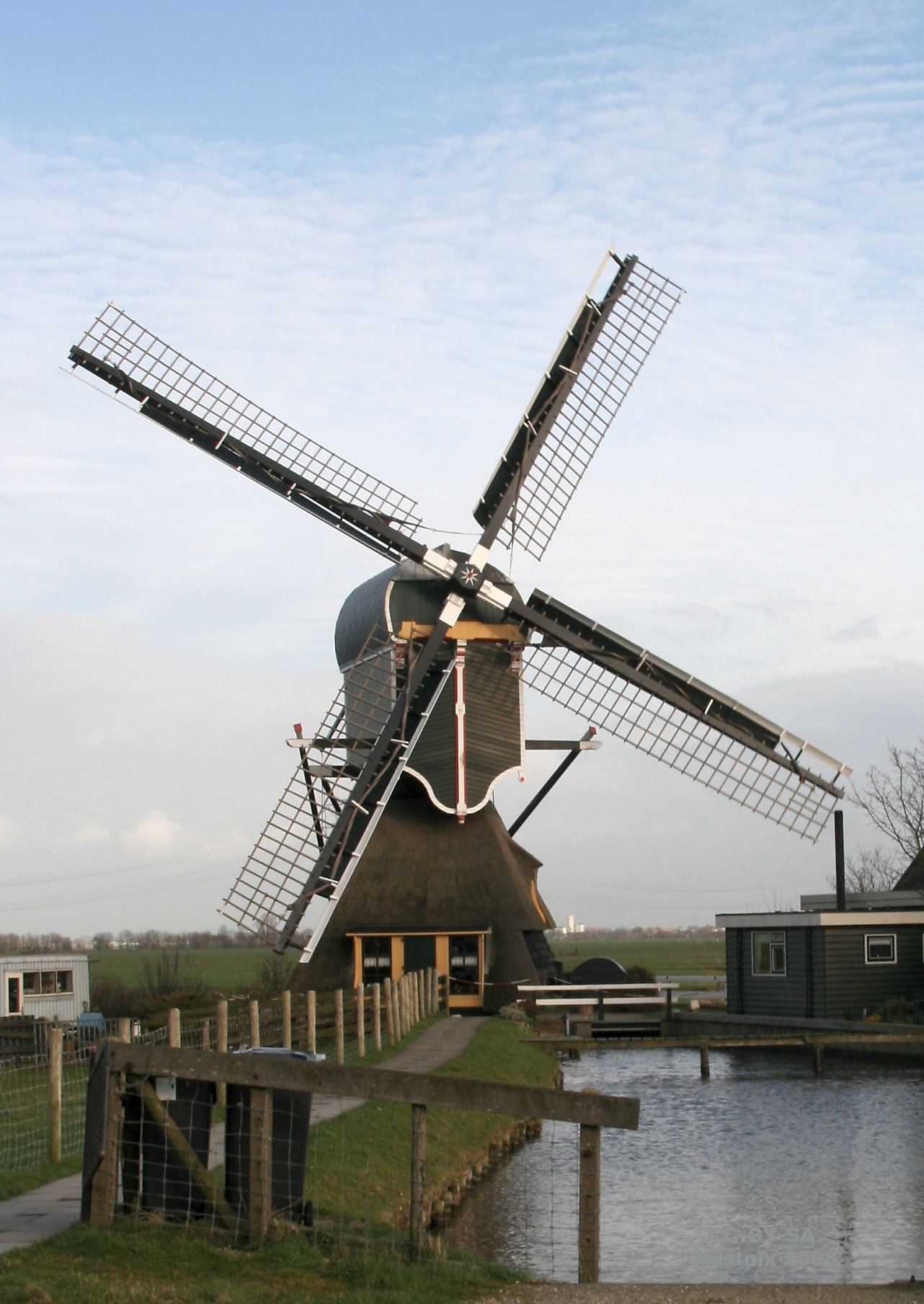
Wipmolen met spruit

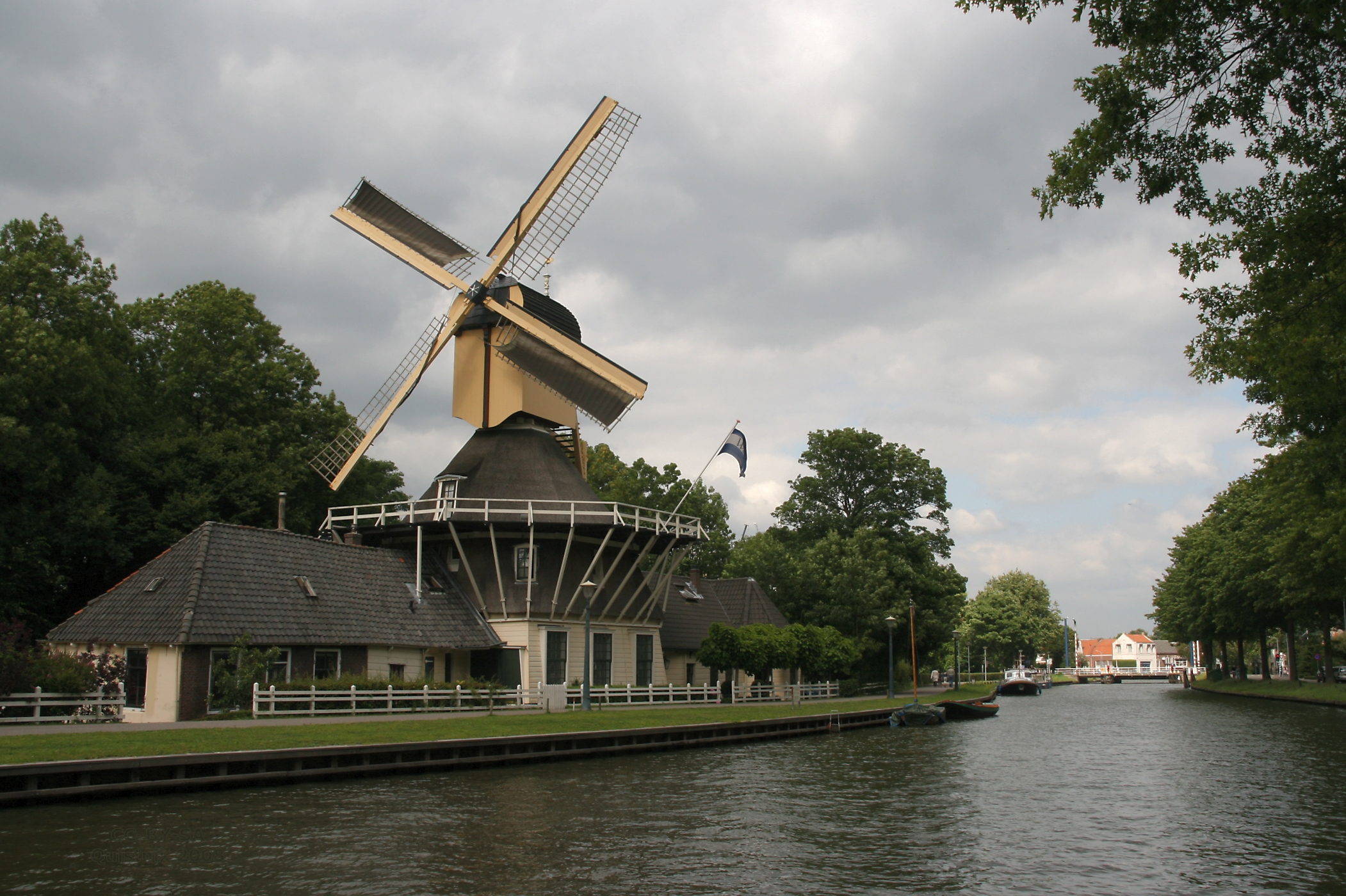
Wipstellingmolen 't Haantje te Weesp.

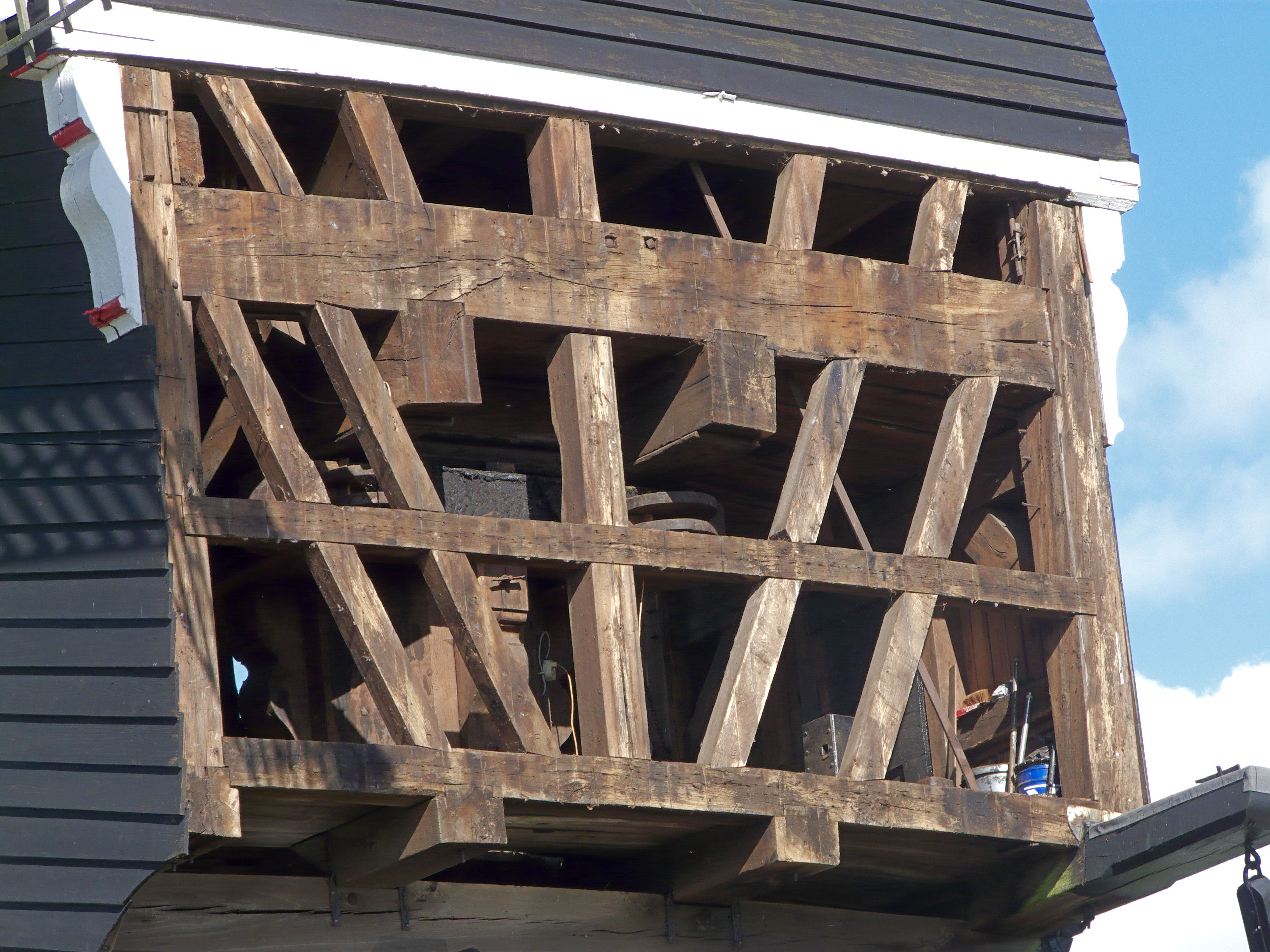
Bovenhuis Laaglandse Molen zonder bekleding

De wipmolen (of wipwatermolen, waterwipmolen) is een oud type poldermolen in Nederland dat zich begin vijftiende eeuw ontwikkelde uit de standerdmolen. Volgens sommige bronnen werden de eerste wipmolens in 1407 in Nederland in de buurt van Alkmaar gebouwd. Dit jaartal markeert het begin van het Nederlandse polderlandschap.

## Uiterlijk
De wipmolen wordt gekenmerkt door het feit dat het hele bovenhuis met staart draaibaar is om een koker die in verticale stand wordt gehouden door de piramidevormige constructie van de ondertoren. Hoewel deze molens door hun 'smalle taille' kleiner lijken hebben ze vaak respectabele afmetingen. Grotere wipmolens hebben vaak woonruimte in de ondertoren.
Het bovenhuis van de wipmolen is soms in felle kleuren geschilderd (bijvoorbeeld rood-wit in het Rijnland). In het rivierengebied zijn de bovenhuizen vaak zwart geteerd.
De trapschoren zitten kruislings onderaan de trapbomen vast en bovenaan aan de uiteinden van de buiten de kap uitstekende achterzomer. Sommige wipmolens in Zuid-Holland hebben daarnaast ook nog lange schoren, die vastzitten aan de laag vooraan door het bovenhuis gestoken spruit.
De molen kan voorzien zijn van:
- een buitenwipstok, die achter uit de molen steekt zoals bij De Blokker,
- een binnenvangstok, zoals bij de Oostmolen,
- een evenaar, zoals bij de Laaglandse Molen voor het bedienen van de vang (rem).

## Oorsprong van de naam
Voor de oorsprong van de naam wipmolen worden twee verklaringen gegeven:
- het schudden van de molen als hij hard draait staat bekend als 'wippen'. Zowel de kop als de ‘staart’(waarmee de molen op de wind gezet wordt)schudden/wippen wanneer deze molen werkt.
- het scheprad 'wipt' het water als het ware uit de polder in de hoger gelegen boezem.

## Doel van de molen
De wipmolen wordt vrijwel altijd gebruikt als poldermolen, dus om een polder droog te houden. Hiervoor is de molen van oudsher voorzien van een scheprad aan de buitenzijde van de ondertoren om polderwater uit te slaan. Na 1634 kwam de vijzel in gebruik en werden sommige wipmolens omgebouwd tot vijzelmolen. Een enkele keer wordt de wipmolen ook als korenmolen gebruikt. Zo'n molen wordt dan een wipkorenmolen genoemd. Vroeger waren er ook wipmolens die ingericht waren als houtzaagmolen.

## Ontstaansgeschiedenis
De wipmolen is in het begin van de 15e eeuw ontstaan uit de standerdmolen. De standerdmolen op een zware houten standerd waarop deze ook kan kruien (naar de wind draaien). De maalstenen staan bij een standerdmolen in de eigenlijke molen opgesteld en kruien mee met de hele molen.
Bij een poldermolen is het meestal niet mogelijk het eigenlijke werktuig met de molen mee te laten kruien (de kleine tjasker is een uitzondering) en daarom moest er naar een andere oplossing worden gezocht: de standerd, waar de molen op rust, werd als het ware uitgehold en vormde zo een koker. De koker bestaat uit vier zware stijlen met daartussen vier dikke planken. Bij kleinere molens bestaat de koker alleen uit acht dikke planken. Het geheel wordt bij elkaar gehouden met knuppelstroppen en zware smeedijzeren spijkers (hakkelbouten). Door deze koker kan een spil worden gevoerd die de draaiende beweging vanuit het kruibare bovenhuis kan overbrengen naar het vast opgestelde scheprad dat (of de vijzel die) het water uit de polder in de hoger gelegen boezem overbrengt.
Een spinnenkopmolen, gebruikt voor kleine polders, heeft een soortgelijke constructie maar dan meestal kleiner uitgevoerd.

## Bouw van de molen

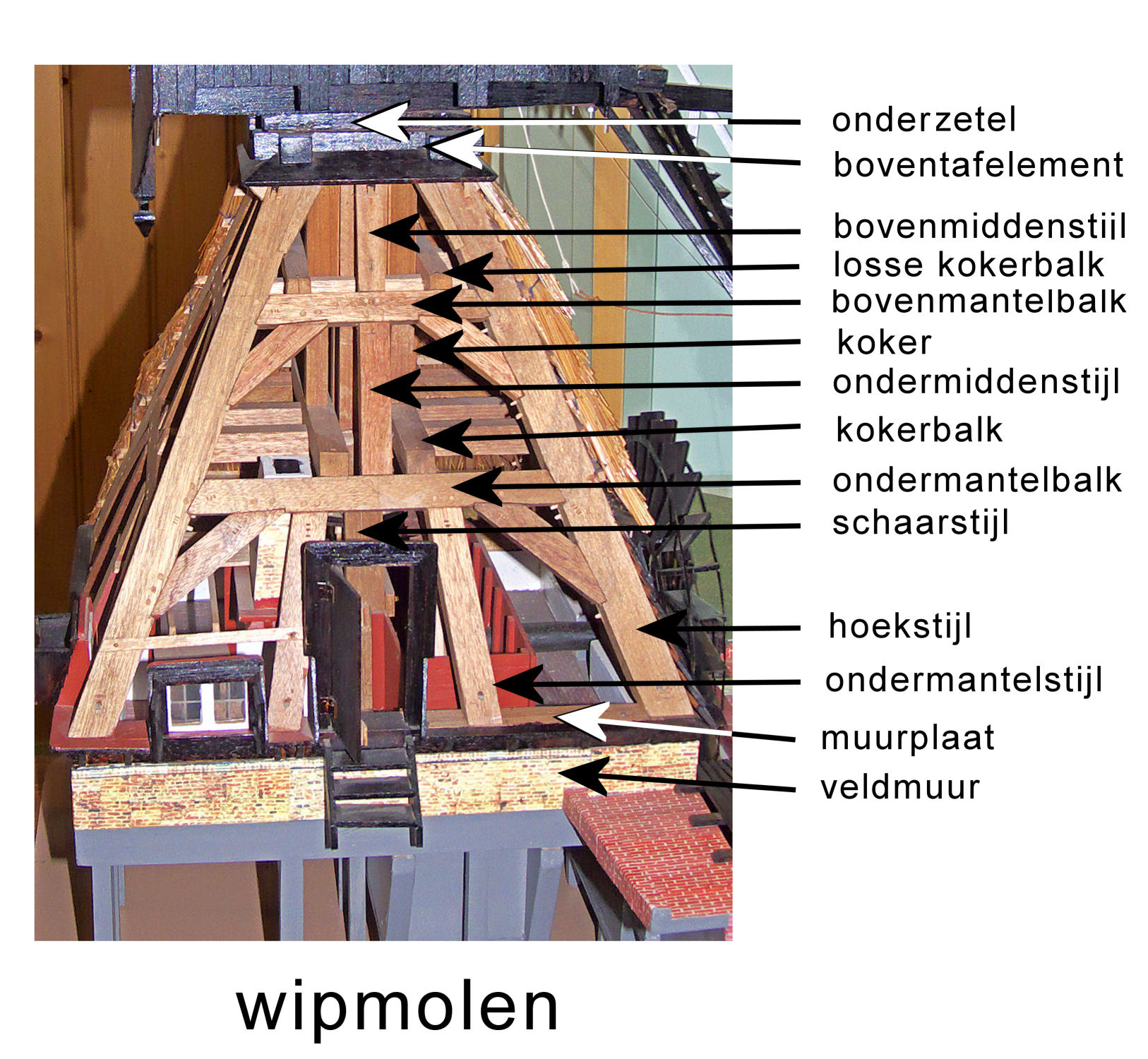
Ondertoren

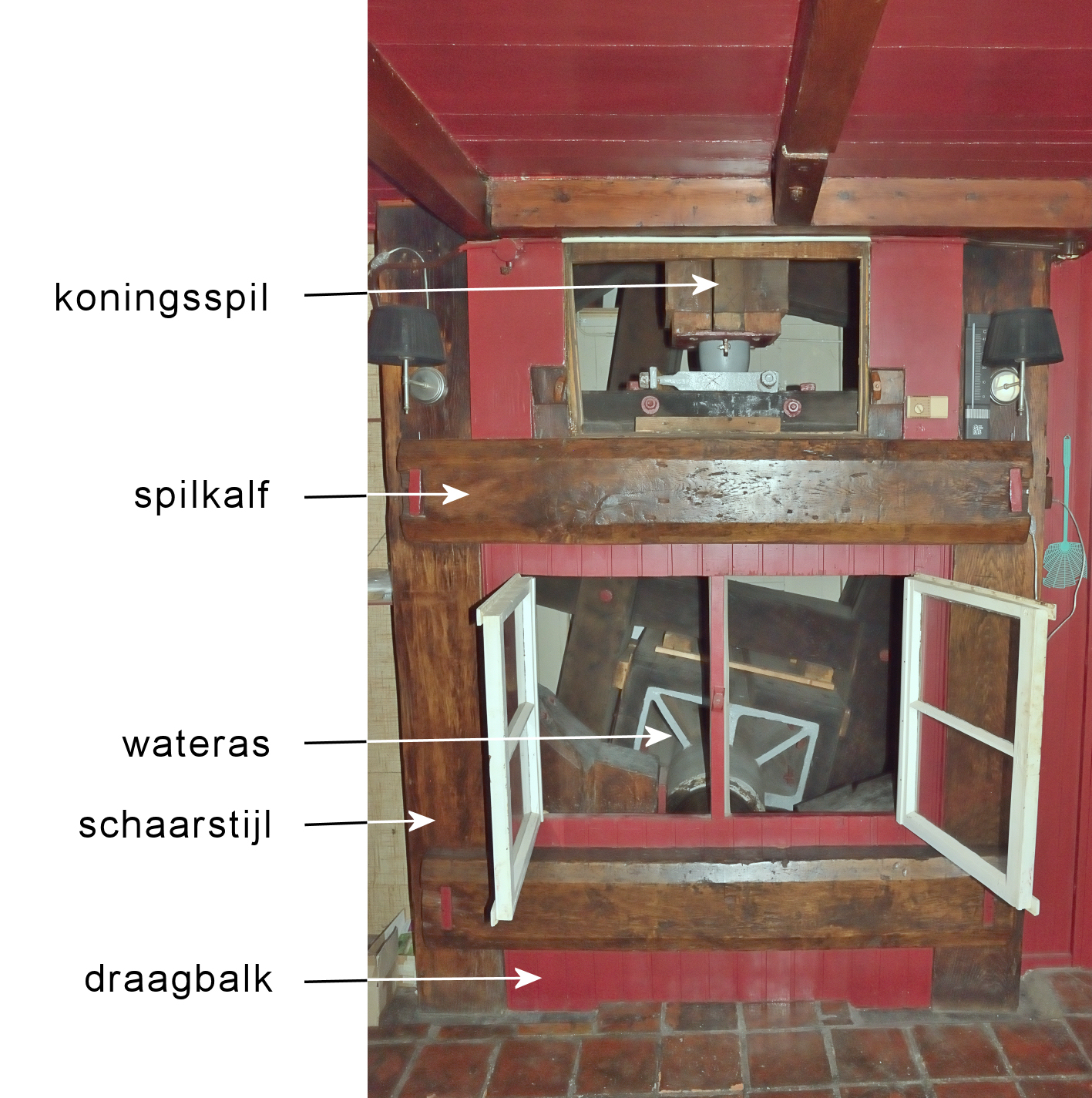
Schaargebint

De molen heeft een ondertoren en een bovenhuis. In een verticaal staande koker draait de koningsspil voor het aandrijven van het scheprad of de vijzel. Het bovenwiel drijft de bovenschijfloop aan die bovenaan de koningsspil zit. Onderaan de koningsspil zit de onderbonkelaar of het onderwiel die het waterwiel op de wateras of de bonkelaar op de vijzel aandrijft.

### Ondertoren
De ondertoren staat op een veldmuur, waarop soms in een kalksponning de muurplaten liggen en zo het ondertafelement vormen. Ingelaten in de veldmuur ligt een draagbalk. Op de muurplaten staan vier hoek- of torenstijlen, die aan de bovenkant met elkaar verbonden zijn door het boventafelement. Tussen de hoekstijlen zitten vier ondermantelbalken en vier bovenmantelbalken. De ondermantelbalken worden ondersteund door acht ondermantelstijlen. Tussen de ondermantelbalken en de bovenmantelbalken zitten vier ondermiddenstijlen. Tussen de bovenmantelbalken en het boventafelement zitten vier bovenmiddenstijlen. Op de ondermantelbalken liggen vier kokerbalken waar de koker op staat en op de bovenmantelbalken liggen vier losse kokerbalken, die de koker zijwaarts steunen. Op het boventafelement zit de onderzetel. De koker zit met zwaluwstaartverbindingen vast in het boventafelement. Oorspronkelijk werden de mantelbalken manderbalken genoemd en de stijlen manderstijlen. Mander komt namelijk van mannen dat oorspronkelijke voor dragen werd gebruikt.
Op de draagbalk staan twee schaarstijlen, die vastzitten aan twee kokerbalken. Tussen de twee schaarstijlen zit onder het midden een dwarsbalk, het spilkalf, waarop de koningsspil staat. Op het spilkalf kan een wervel liggen om het scheprad of vijzel uit het werk te kunnen zetten.

### Bovenhuis

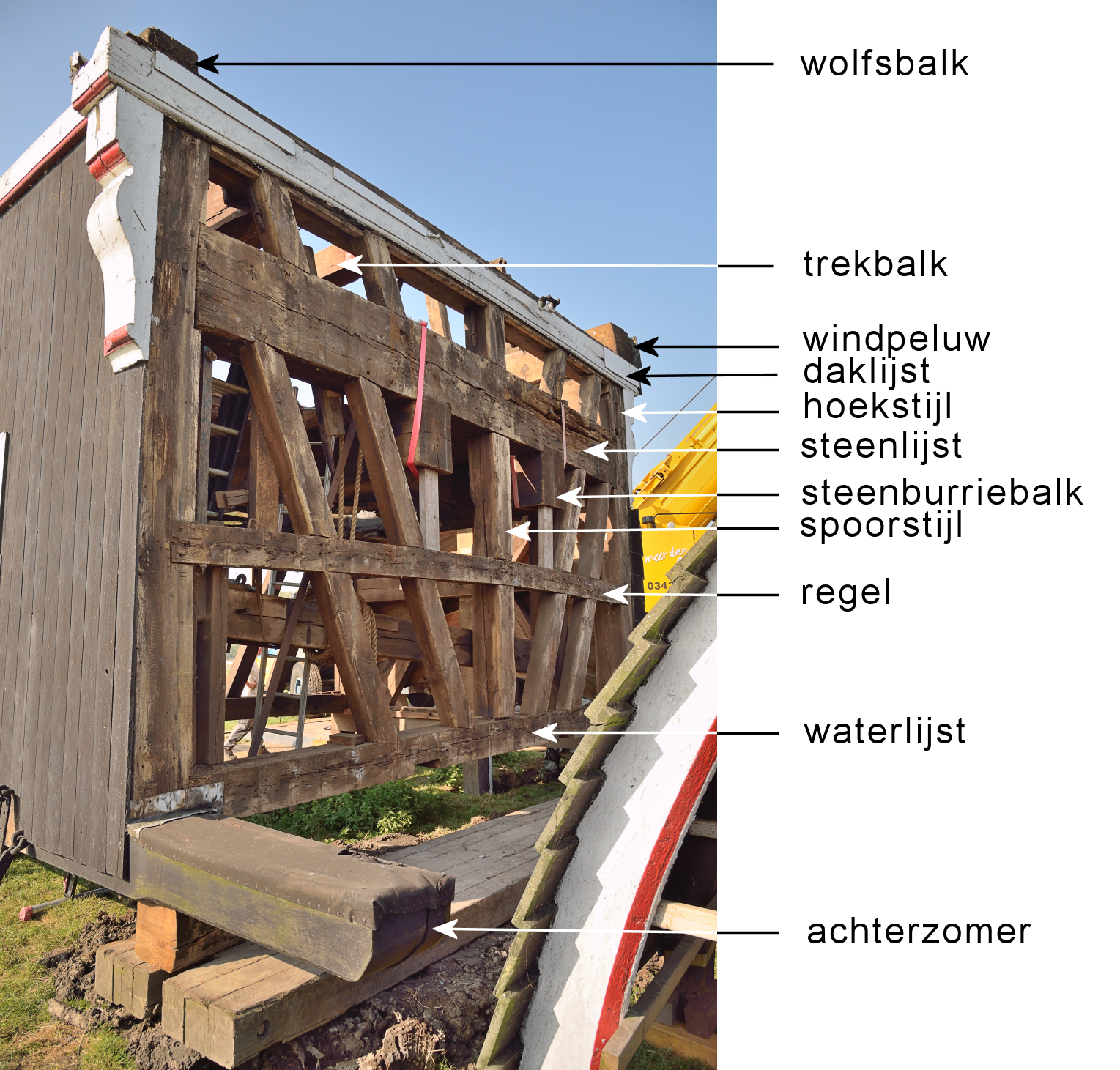
Bovenhuis

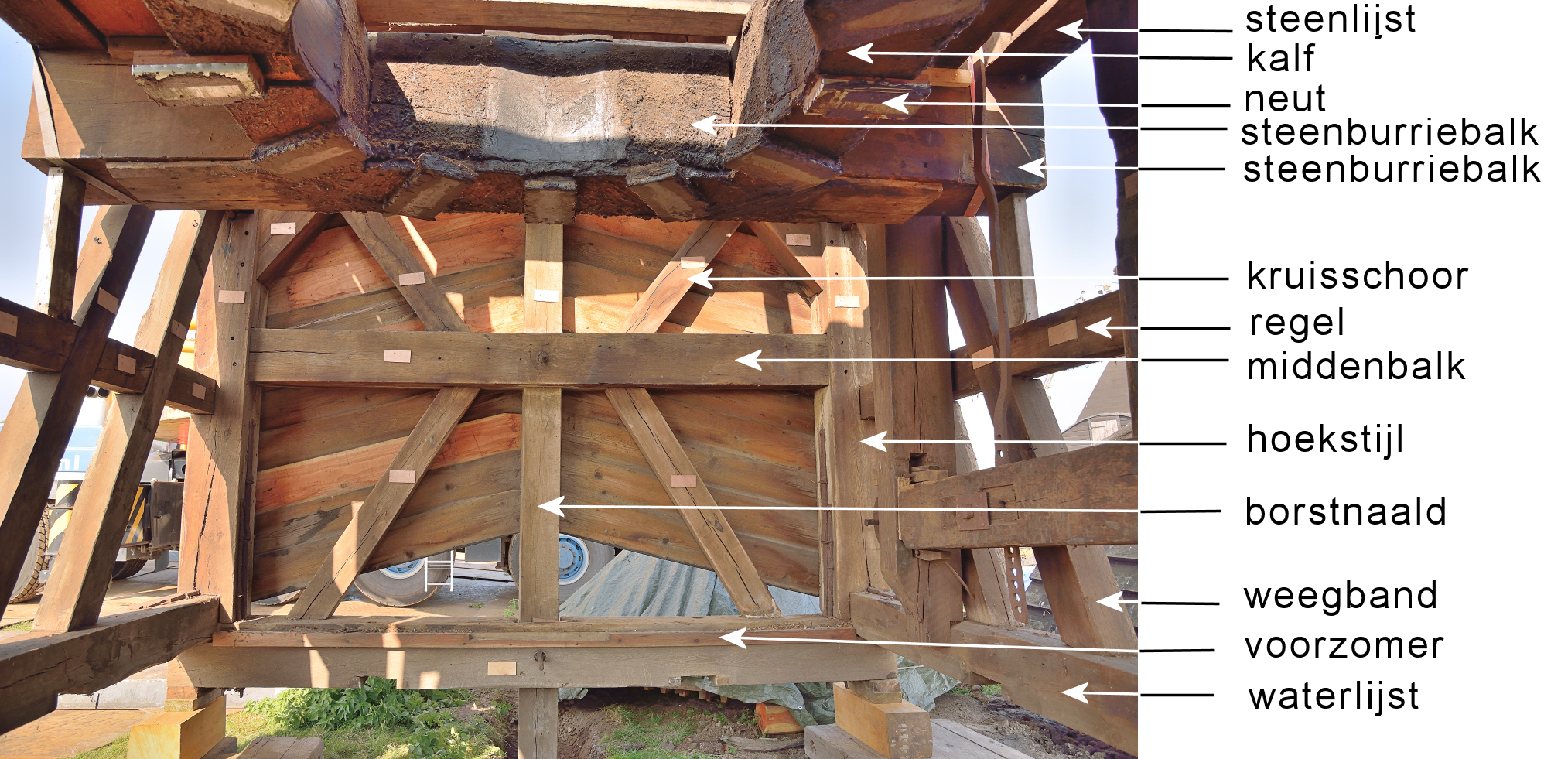
Bovenhuis

De voorkant van het bovenhuis heet het stormbint, de achterkant het trapbint en de zijkanten de zijwegen. Op het bovenhuis zit een tonvormig dak.
Het stormbint heeft twee hoekstijlen, die aan de steenlijsten hangen. Aan de onderkant van het stormbint zit de voorzomer met daarboven de middenbalk of kruisbalk en bovenaan de tempelbalk. Het geheel is verstevigd met kruisschoren en bovenaan ook nog met korbelen. Van boven naar beneden zit in het midden de stormnaald, die het blokkeel ondersteund. Het blokkeel zit ter ondersteuning van de windpeluw tussen de windpeluw en de tempelbalk. De borstnaald zorgt voor de verdeling van het gewicht van de bovenas en het gevlucht over het stormbint. Onderaan de borstnaald zit ter verfraaiing de eikel.
Het trapbint heeft twee hoekstijlen, die aan de steenlijsten hangen. Onderaan het trapbint zit de achterzomer, boven de deur de deurbalk en op de waterlijsten ligt de wolfsbalk.
De staartbalk van de staart zit aan de voorkant in het achterste kalf van de voegburriebalken en hangt met een beugel aan de achterzomer. Aan de staartbalk hangt met twee verstelbare hangbomen de trap en de slof. Tussen de hangbomen zit de munnik met het kruiwiel. De trap bestaat uit twee trapbomen, die hangen aan de achterzomer en onderaan verbonden zijn met de slof. Kruislings achter de trapbomen lopen vanaf de achterzomer twee trapschoren voor het opvangen van de zijdelingse krachten bij het kruien. Sommige wipmolens in Zuid-Holland hebben ook nog twee lange schoren die vanaf de onderzijde van de trap doorlopen naar een door het bovenhuis gestoken spruitbalk.
Een zijweeg bestaat aan de onderkant uit de waterlijst met daarboven de steenlijst die op de twee steenburriebalken ligt en aan de bovenkant uit de daklijst. De twee steenburriebalken liggen langs de koker en worden aan weerszijden van de koker met elkaar verbonden door kalven. Tussen de waterlijst en de steenlijst van de weeg zit een regel. Verder zitten er ter versteviging schuine balken, de wegen.
Tussen de daklijsten zitten van voor naar achter de tempelbalk, de ijzerbalk voor de lagering van de koningsspil, de trekbalk voor het op zijn plaats houden van de daklijsten, de penbalk voor het penlager van de bovenas en de wolfsbalk. Op de daklijsten staat de kap en op de voorkant van de daklijsten, die iets voor het stormbint uitsteken, ligt de windpeluw.
Tussen de waterlijsten zitten van voor naar achter de voorzomer, de twee middenzomers, die om de koker liggen en de achterzomer. Van de voorzomer naar de achterzomer liggen twee voegburriebalken. Tussen de middenzomers en de voegburriebalken zitten kalven.
Bovenaan de koker zit de bovenzetel, die met zwaluwstaartverbindingen op de koker is vastgezet en ondersteund wordt door vier consoles.
Twee derde van het gewicht van het bovenhuis rust op de bovenzetel en een derde op de onderzetel. Bij het ouder worden van het bovenhuis komt steeds meer gewicht op de onderzetel te rusten, waardoor het kruien steeds zwaarder gaat. Om dit te verhelpen worden onder de twee steenburriebalken twee balken vastgezet, de brasem, waardoor het bovenhuis hoger komt te hangen. Tegelijkertijd worden twee dunnere balken, de slekken, onder de twee voegburriebalken vastgezet.

## Fotogalerij

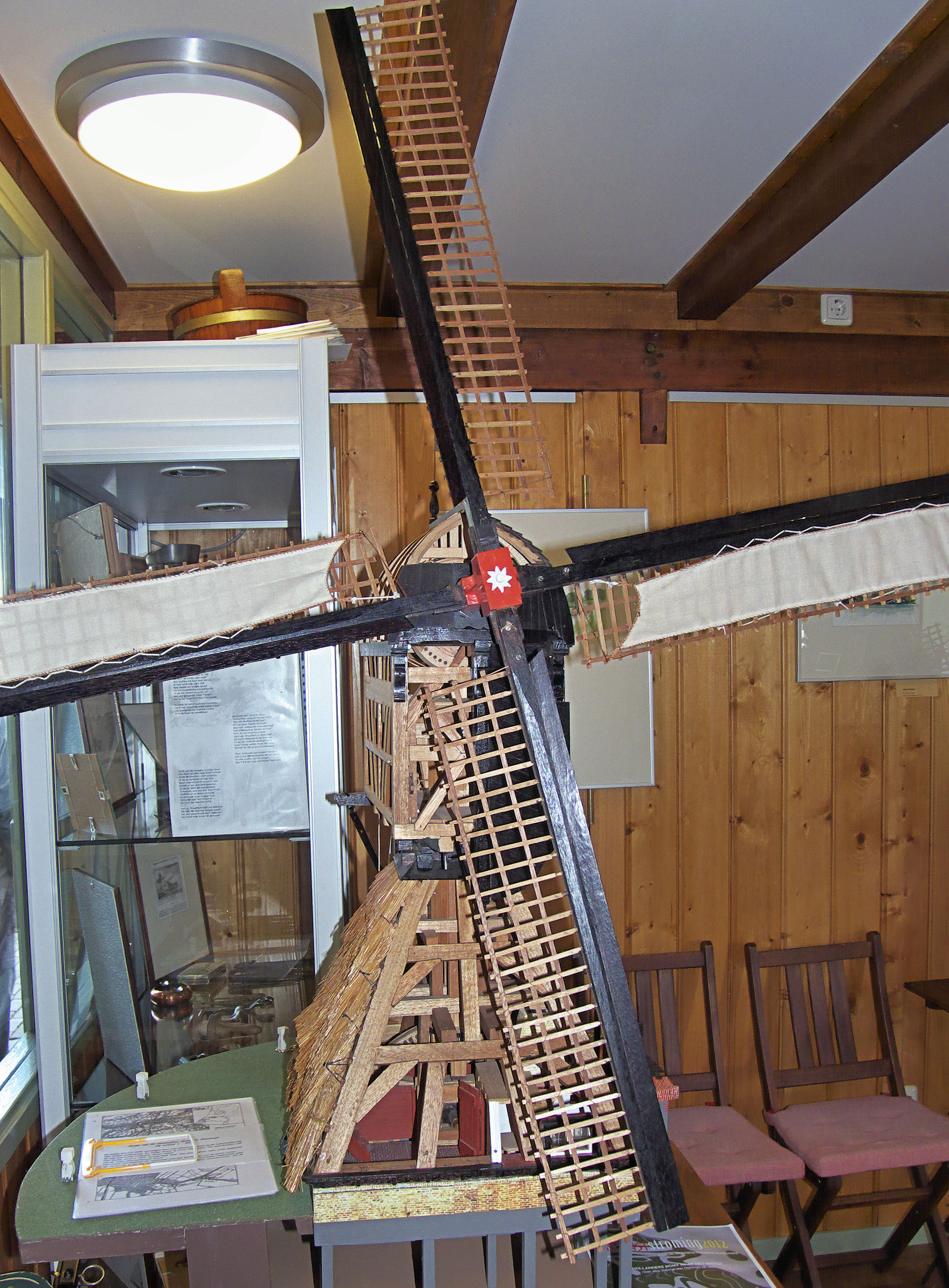
Voorzijde met stormbint
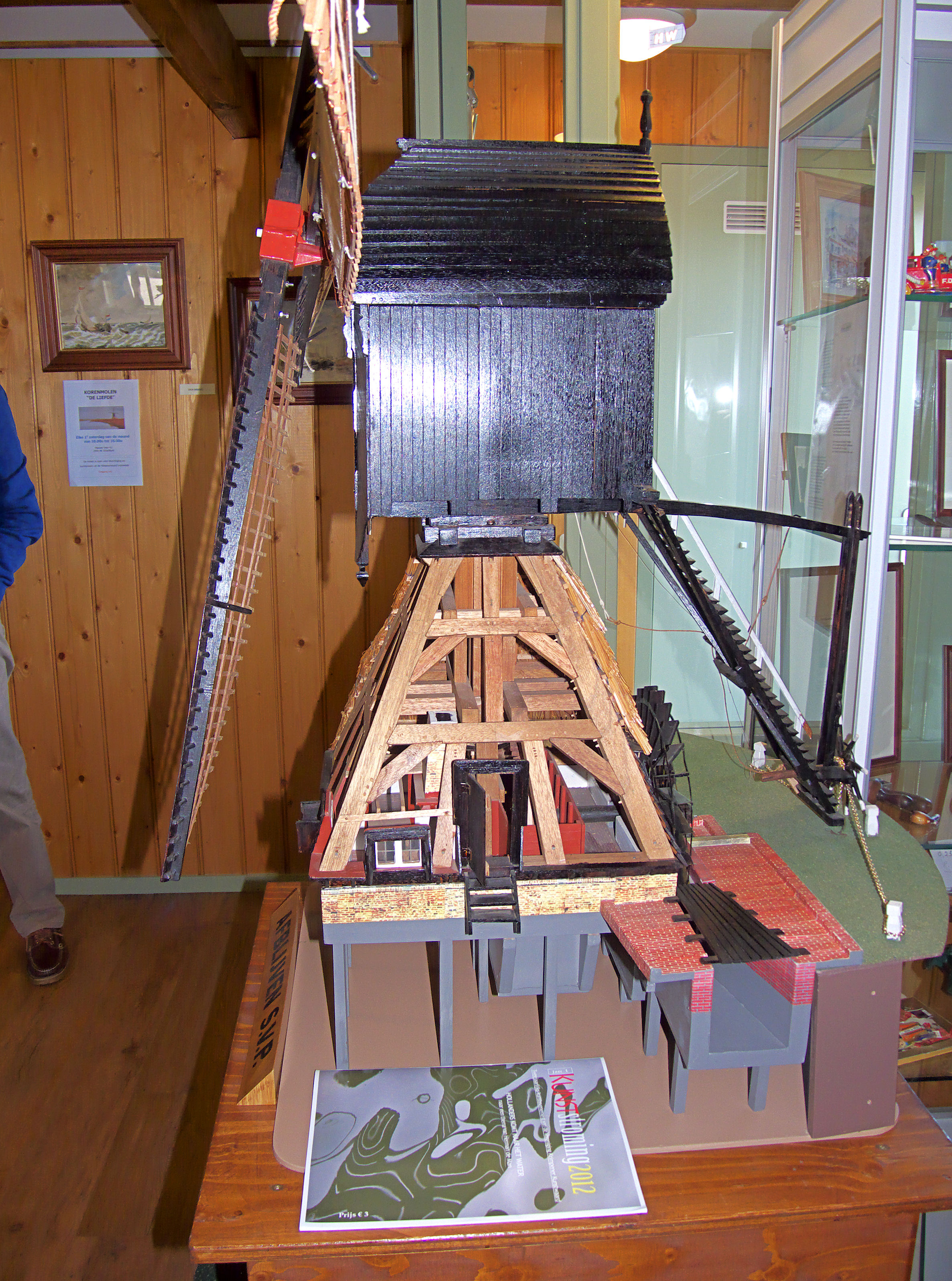
Voorwaterloopzijde
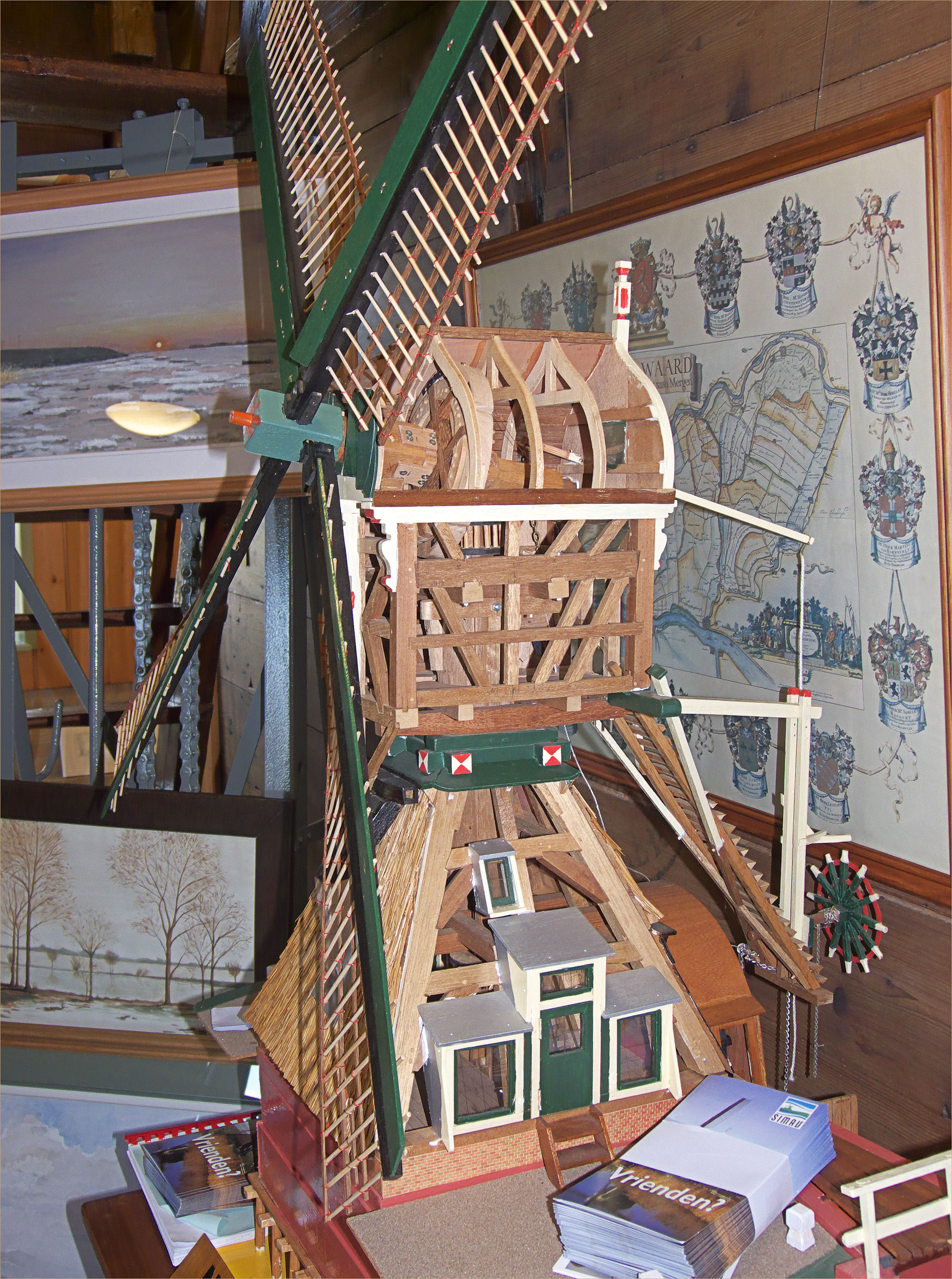
Achterwaterloopzijde
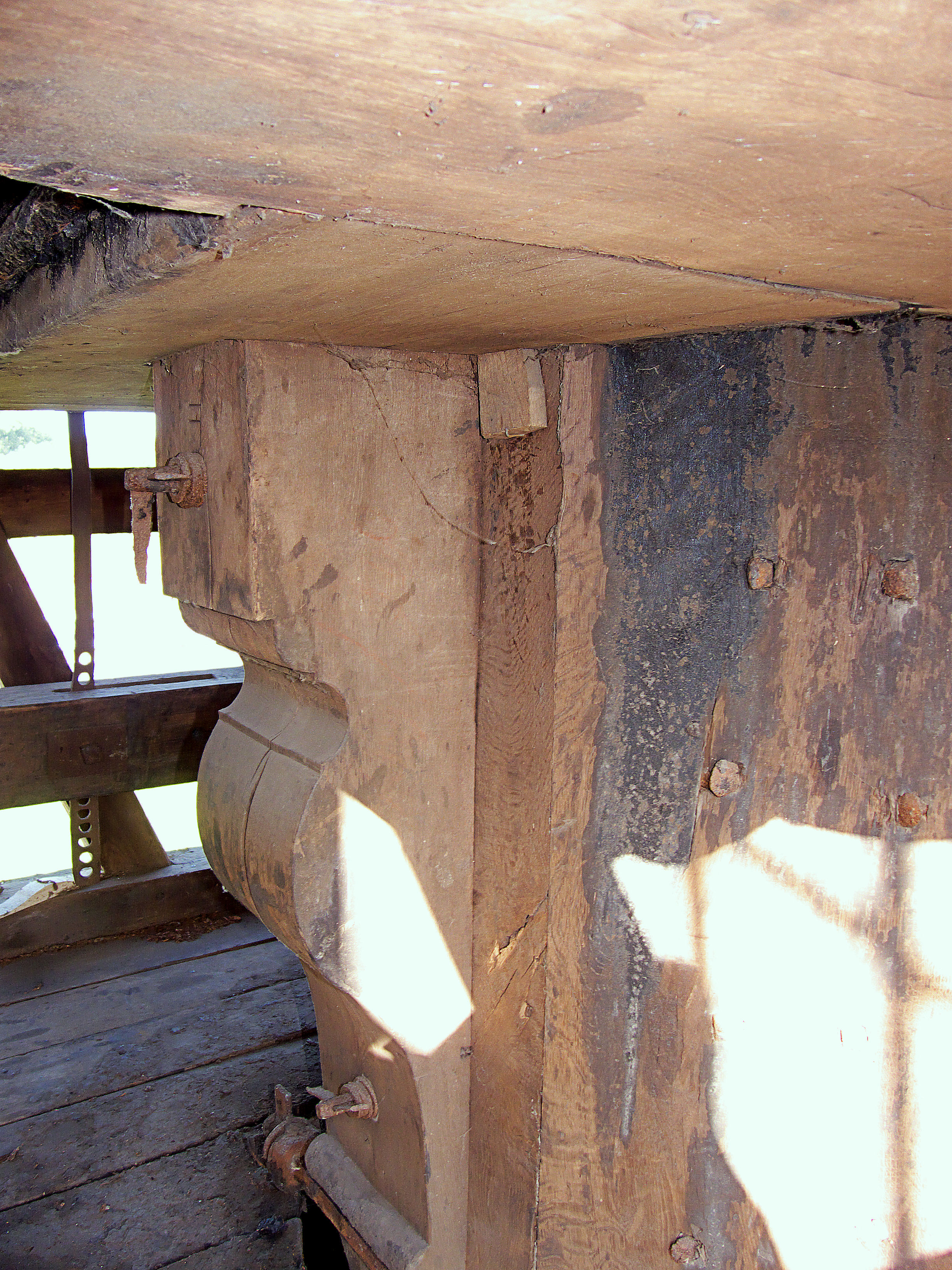
Console van bovenzetel